# Paolo Conti
Paolo Conti (ur. 1 kwietnia 1950 w Riccione) – włoski piłkarz występujący na pozycji bramkarza, reprezentant Włoch w latach 1977–1979.

## Kariera klubowa
Conti rozpoczął piłkarską karierę w klubie AC Riccione, wywodzącego się z jego rodzinnego miasta Riccione. W 1970 roku trafił do grającego w Serie B klubu Modena FC. Był tam podstawowym bramkarzem i występował tam przez dwa lata. W 1972 roku przeszedł do US Arezzo, skąd po roku trafił do Romy (Serie A). We włoskiej ekstraklasie zadebiutował 7 października 1973 w wygranym 2:1 meczu przeciwko Bologna FC. W Romie wygrał rywalizację z Alberto Ginulfim i w sezonie 1974/75 miał już pewne miejsce w składzie. Wtedy też zajął z Romą 3. pozycję w Serie A. W 1980 roku Conti osiągnął swój pierwszy sukces - zdobył Puchar Włoch. Wtedy też był rezerwowym dla młodszego o 5 lat Franco Tancrediego.
W 1980 roku Conti przeniósł się do Hellas Verona, grającego w Serie B, gdzie występował przez jeden sezon. W 1981 roku podpisał kontrakt z UC Sampdoria, gdzie początkowo grał w pierwszej jedenastce i w 1982 roku wywalczył awans do Serie A. W 1983 roku występował w Serie C1 w AS Bari i awansował do Serie B. W 1984 roku został zawodnikiem AC Fiorentina, dla której na przestrzeni dwóch lat rozegrał dwa ligowe spotkania. W 1986 roku zakończył karierę.
Statystyki kariery
| Sezon   | Klub          | Kraj   | Rozgrywki | Mecze | Bramki |
| ------- | ------------- | ------ | --------- | ----- | ------ |
| 1968/69 | AC Riccione   | Włochy | Serie D   | 34    | 0      |
| 1969/70 | AC Riccione   | Włochy | Serie D   | 31    | 0      |
| 1970/71 | Modena FC     | Włochy | Serie B   | 22    | 0      |
| 1971/72 | Modena FC     | Włochy | Serie B   | 28    | 0      |
| 1972/73 | US Arezzo     | Włochy | Serie B   | 32    | 0      |
| 1973/74 | AS Roma       | Włochy | Serie A   | 19    | 0      |
| 1974/75 | AS Roma       | Włochy | Serie A   | 30    | 0      |
| 1975/76 | AS Roma       | Włochy | Serie A   | 25    | 0      |
| 1976/77 | AS Roma       | Włochy | Serie A   | 29    | 0      |
| 1977/78 | AS Roma       | Włochy | Serie A   | 30    | 0      |
| 1978/79 | AS Roma       | Włochy | Serie A   | 30    | 0      |
| 1979/80 | AS Roma       | Włochy | Serie A   | 12    | 0      |
| 1980/81 | Hellas Werona | Włochy | Serie B   | 31    | 0      |
| 1981/82 | UC Sampdoria  | Włochy | Serie B   | 23    | 0      |
| 1982/83 | UC Sampdoria  | Włochy | Serie A   | 16    | 0      |
| 1983/84 | AS Bari       | Włochy | Serie C1  | 34    | 0      |
| 1984/85 | AC Fiorentina | Włochy | Serie A   | 0     | 0      |
| 1985/86 | AC Fiorentina | Włochy | Serie A   | 2     | 0      |

## Kariera reprezentacyjna
W reprezentacji Włoch Conti zadebiutował 21 grudnia 1977 w wygranym 1:0 meczu towarzyskim z Belgią w Liège. W 1978 roku został powołany przez selekcjonera Enzo Bearzota do kadry na Mistrzostwa Świata 1978 w Argentynie. Tam był rezerwowym dla Dino Zoffa i nie zagrał w żadnym spotkaniu. Ogółem w latach 1977–1979 Conti rozegrał w drużynie narodowej 7 spotkań, w których pięciokrotnie zachował czyste konto.

## Sukcesy
AS Roma
- Puchar Włoch: 1979/80